# O Pindo
O Pindo är en ort i Spanien.   Den ligger i provinsen Provincia da Coruña och regionen Galicien, i den nordvästra delen av landet, 500 km nordväst om huvudstaden Madrid. O Pindo ligger 7 meter över havet och antalet invånare är 300.
Terrängen runt O Pindo är kuperad åt nordost, men åt sydväst är den platt. Havet är nära O Pindo åt sydväst. Runt O Pindo är det ganska tätbefolkat, med 70 invånare per kvadratkilometer. Närmaste större samhälle är Muros, 14,5 km söder om O Pindo. I omgivningarna runt O Pindo växer i huvudsak barrskog.